# Vallée de l'Ourche
 (mai 2010).

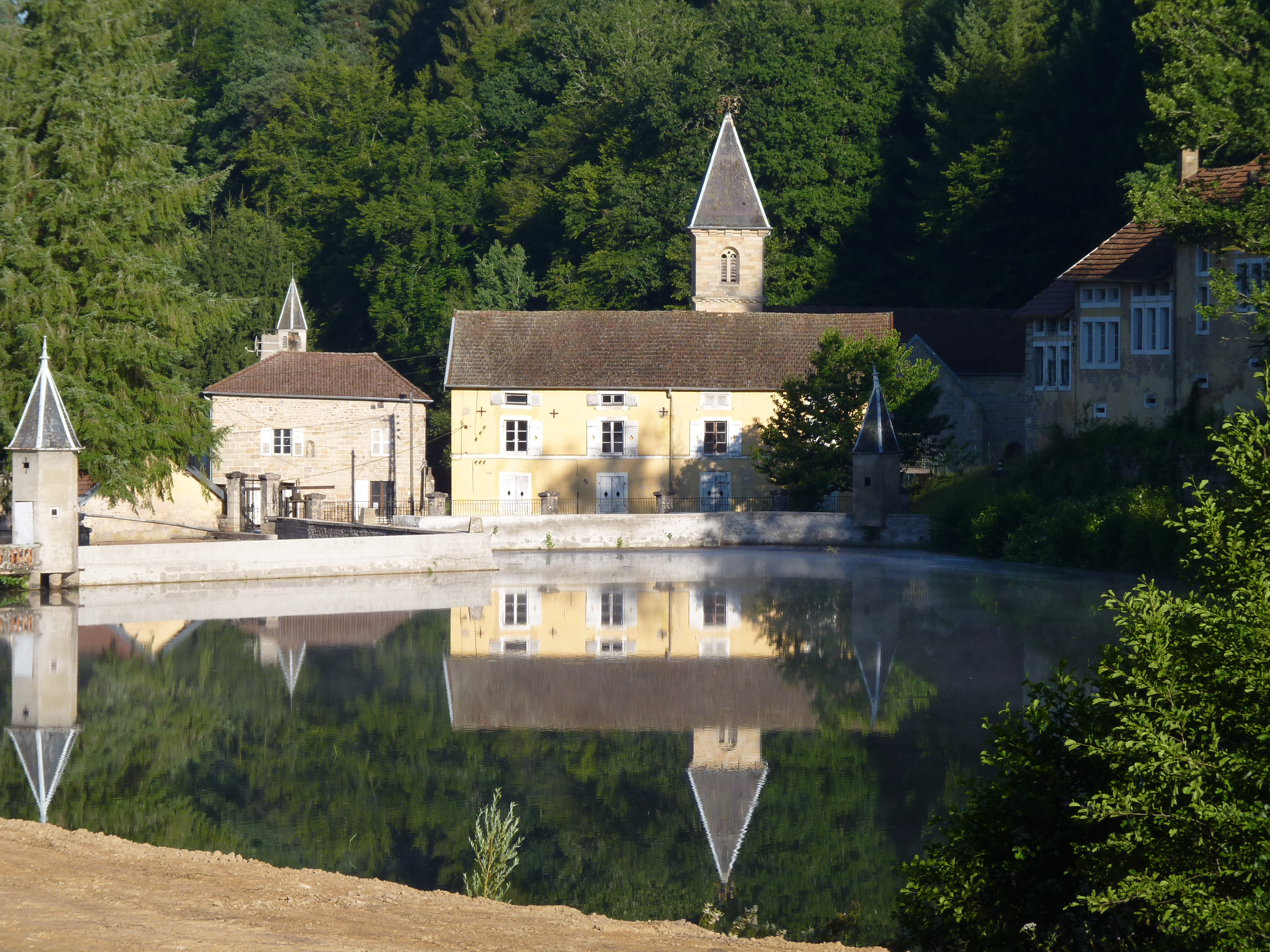
La vallée de l'Ourche : Droiteval.

La vallée de l'Ourche est située en France, dans le département des Vosges (88). Premier affluent de la Saône, l'Ourche prend sa source au lieu-dit la Groseillère puis s'enfonce doucement dans la forêt de Darney, traversant les communes d'Hennezel et de Claudon.
Au cœur d'un massif forestier important, cette vallée secrète s'est développée non pas autour de l'agriculture mais d'activités industrielles successives.  

## Géologie et géographie

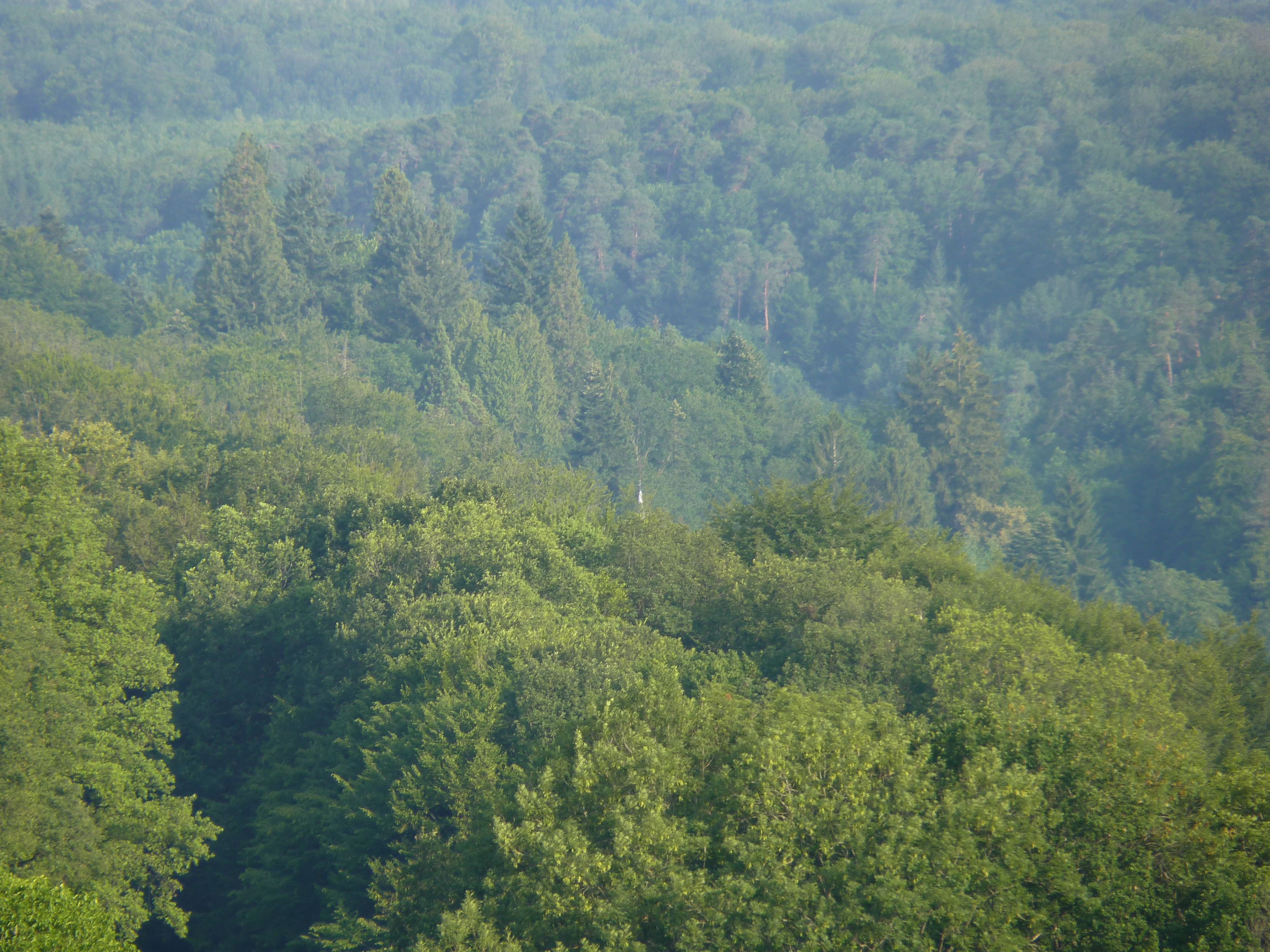
A la Frizon, la vallée s'enfonce dans la forêt de Darney.

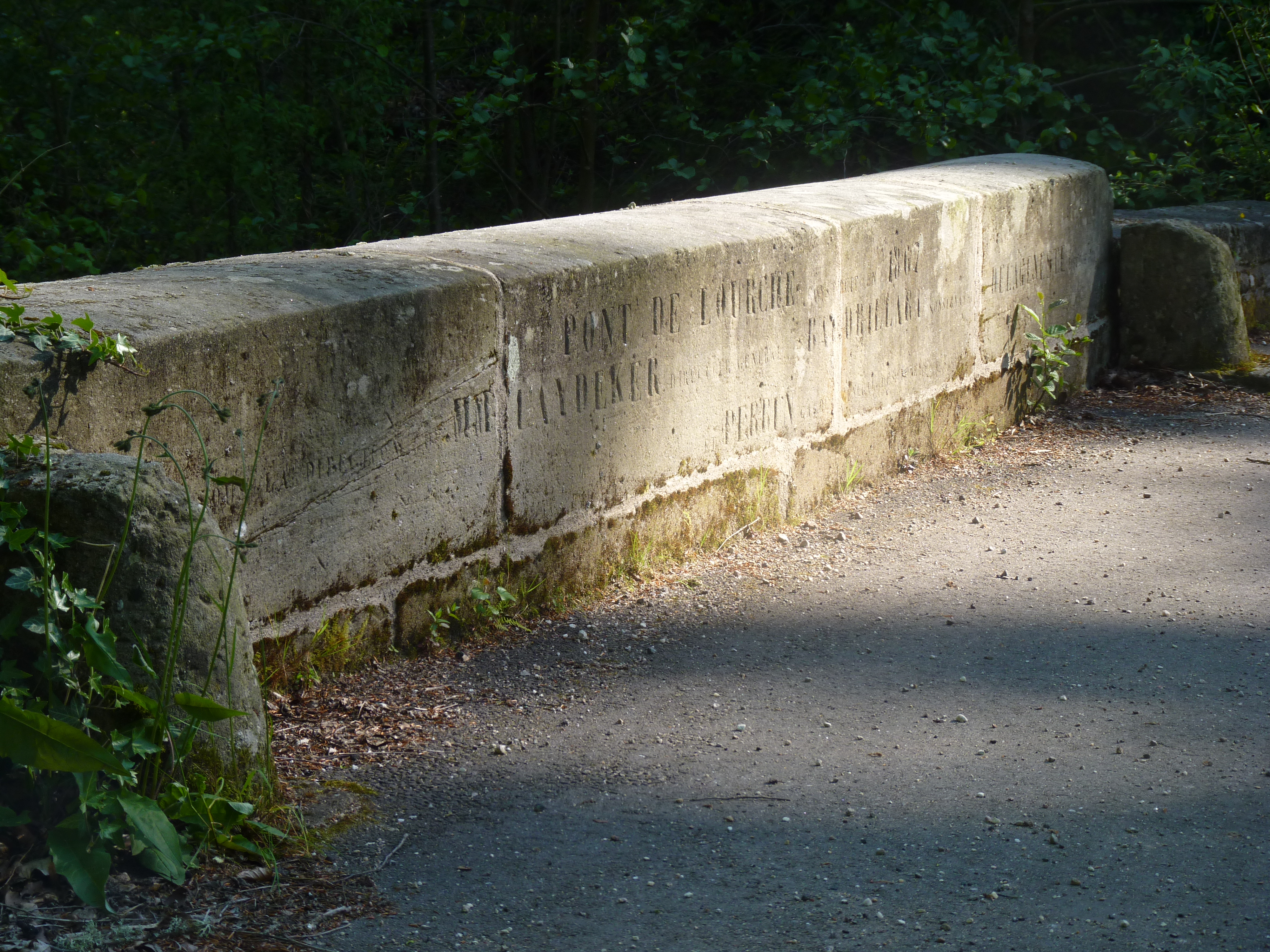
Le grès du sous-sol servait pour la construction des maisons mais aussi pour les ouvrages d'art comme le "Pont de l'Ourche" qui fut construit à la fin du XIX.

D'après G. Dietrich et D. Guinard dans La forêt de Darney, des arbres et des hommes, le sous-sol est constitué de grès qui se sont déposés durant l’ère primaire, (Trias) et qui reposent directement sur le socle cristallin. Ce sous-sol marqua et marque encore fortement la vallée de l'Ourche et la forêt de Darney de son empreinte géologique. En voici les caractéristiques :
- une altitude modeste (441 m au mont Paron) mais des vallées relativement encaissées aux pentes raides qui leur donnent une allure de petite montagne ;
- une forêt de 15 000 hectares où le hêtre et le chêne dominent ; la qualité de ces derniers est exceptionnelle sur les grès à Voltzia et les grès coquillers. Sur les coteaux, les sols sont trop pauvres et les feuillus sont médiocres. On y trouvera donc également des populations de pins, sapins, épicéas, douglas et mélèzes.

Nous sommes donc sur un territoire riche en source d'énergie (bois), en sable (issus de la dégradation du grès). L'eau y est abondante toute l'année et la déclivité importante permet de lui donner une force motrice. En témoignent la vingtaine d'étangs ou de canaux qui se succèdent tout au long de la vallée.
Toutes ces caractéristiques ont eu une influence forte sur les activités humaines dans la vallée de l'Ourche.

## Histoire

### Peuplements celtiques et gallo-romains
D'après G. Royer dans La forêt de Darney, des arbres et des hommes, plusieurs stèles et des pierres plates avec épitaphe ont été retrouvées en vallée de l'Ourche et ses environs. La plupart datent des premiers siècles apr. J.-C.

### Monachisme

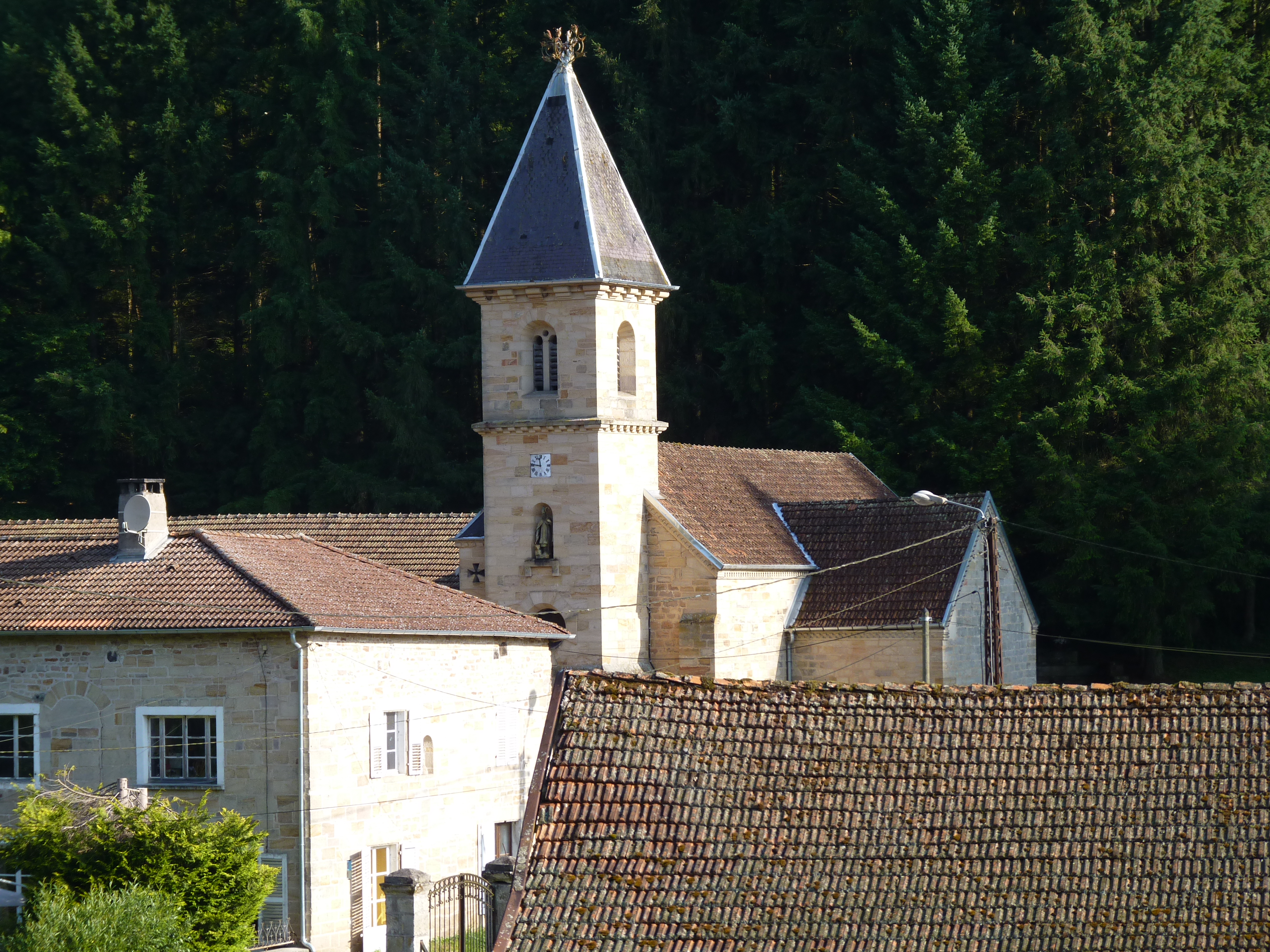
Église et abbaye de Droiteval.

D'après H. Flammarion dans La forêt de Darney, des arbres et des hommes, entre 1130 et 1140, le seigneur de Darney fonde à Droiteval une abbaye de femmes soumise à la règle de Citeaux. L'abbaye connut des fortunes diverses, périclitant et renaissant plusieurs fois. On peut aujourd'hui admirer et visiter l'église de l'abbaye cistercienne du XIIe siècle. De style roman et de taille importante, sa décoration intérieure est simple et dépouillée. Elle accueille depuis l’an 2000 l'orgue de la salle Poirel.

### Lesgentilshommes verriers
Au XIVe siècle, le duc de Lorraine fit venir de Bohême des maîtres verriers afin qu'ils exercent leur art et ainsi mettent en valeur la forêt de Darney. Quatre familles sont implantées au XVe siècle : Les Hennezel, Thietrich, Thyssac et Biseval.
Ces familles vont bénéficier de la charte des verriers, accordée par le duc Jean I en 1369 puis confirmée par ses descendants en 1448 et en 1469. Cette Charte accorde à ces quatre familles étrangères des droits tout à fait exceptionnels : anoblies au rang de chevaliers, ces familles sont exemptes d'impôts, peuvent disposer sans réserve du bois et des ingrédients nécessaire à leur art (salin, sable), ont droit de pêche et de chasse, etc.
Verriers dits de « Grand verre », ils fabriquaient des verres à vitre selon des procédés secrets qui ne se transmettaient que de père en fils. 
De 1475 à 1731, une trentaine d'autorisations ducales furent données pour la mise en route de fours à verre dans la forêt de Darney. Ainsi, les enfants des gentilshommes verriers essaimaient un peu plus loin dans la forêt et fondaient une nouvelle verrerie. Lorsque l'on regarde la carte IGN ou une photo aérienne, on voit nettement les traces de cette colonisation : le défrichage de la forêt autour de chaque verrerie avait le double objectif de fournir du bois pour les fours et de permettre une agriculture vivrière. Ainsi ont été fondés Hennezel, Thiétry, La Frizon, Planchotte, Clairey, Senennes et bien d'autres hameaux. Cette industrie connait son déclin à partir du XVIIIe siècle. Il ne reste aujourd'hui en activité que la verrerie de la Rochère, fondée en 1475 par Simon de Thyssac; située, au sud du massif forestier dans le département de la Haute-Saône.

### La Manufacture Royale d'Acier de La Hutte
En 1724 messieurs Paillards et Garmeret créent à La Hutte une forge à filer le fer avec un petit marteau-pilon. Puis en 1731 est créée une autre forge à Sainte-Marie, vers La Frizon.
En 1749, le roi Stanislas autorise l'appellation Manufacture Royale d'Acier pour ces forges. Au début du règne de Louis XVI, Laurent de Corbion, qui est devenu Maitre de forges fait venir des ouvriers spécialisés de Suisse et du Tyrol. En même temps, il fait de la publicité pour ses produits et les forges connaissent un regain d'activité.
L'enclavement géographique entraînera le déclin de la production d'acier.
Au début du XXe siècle, l'activité de taillanderie subsiste avec quelques ouvriers qui fabriquent des outils. En traversant La Hutte, aujourd'hui, l'on peut toujours voir le canal qui amenait l'eau sur la roue à aubes de la forge. Celle-ci entraînait un arbre muni de cames qui animait deux martinets.
Les années 1940 voient s'éteindre le travail du fer dans la vallée de l'Ourche.

## Hameaux de la vallée de l'Ourche

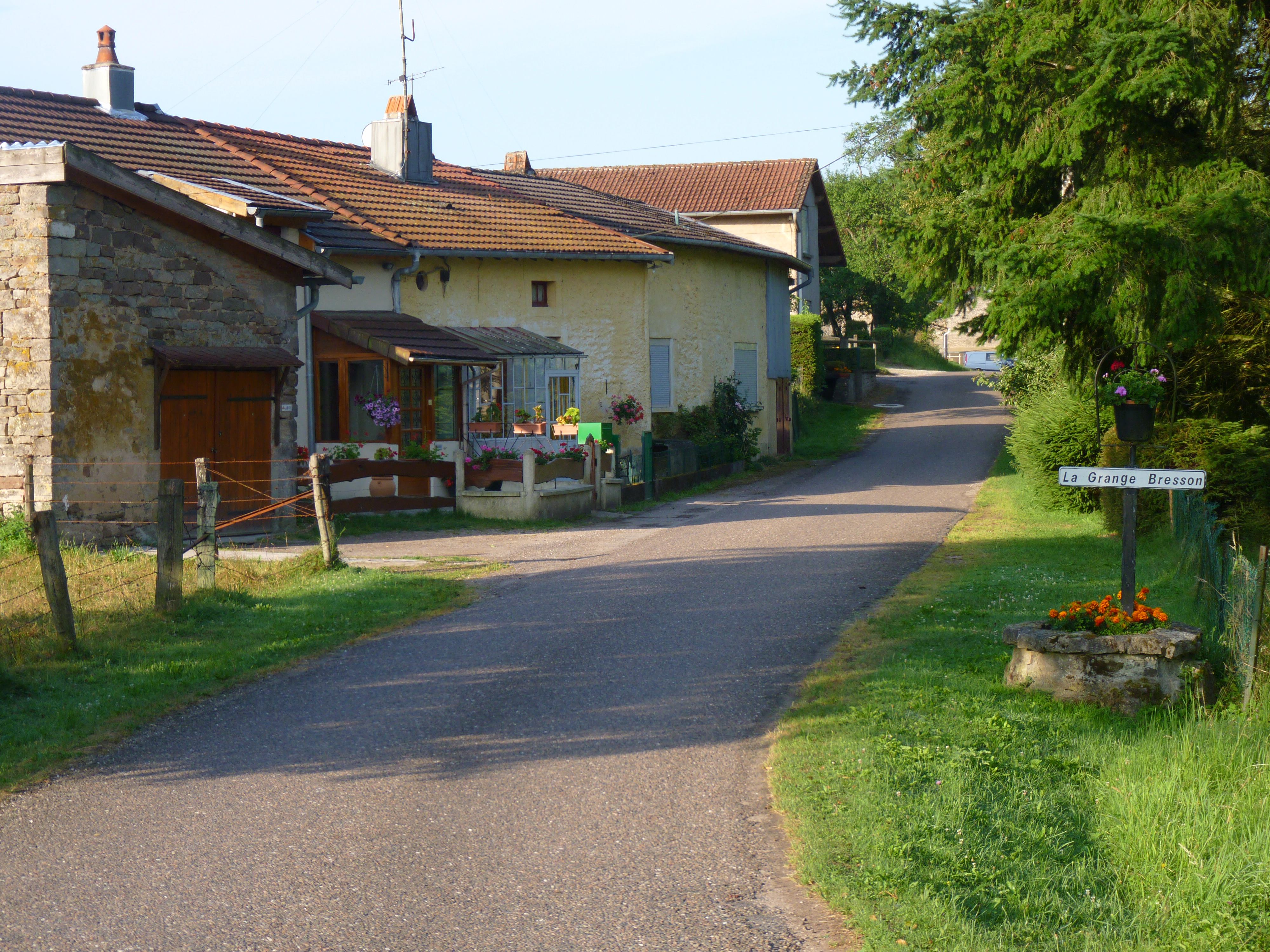
La Grange Bresson est le premier hameau traversé par la vallée de l'Ourche.
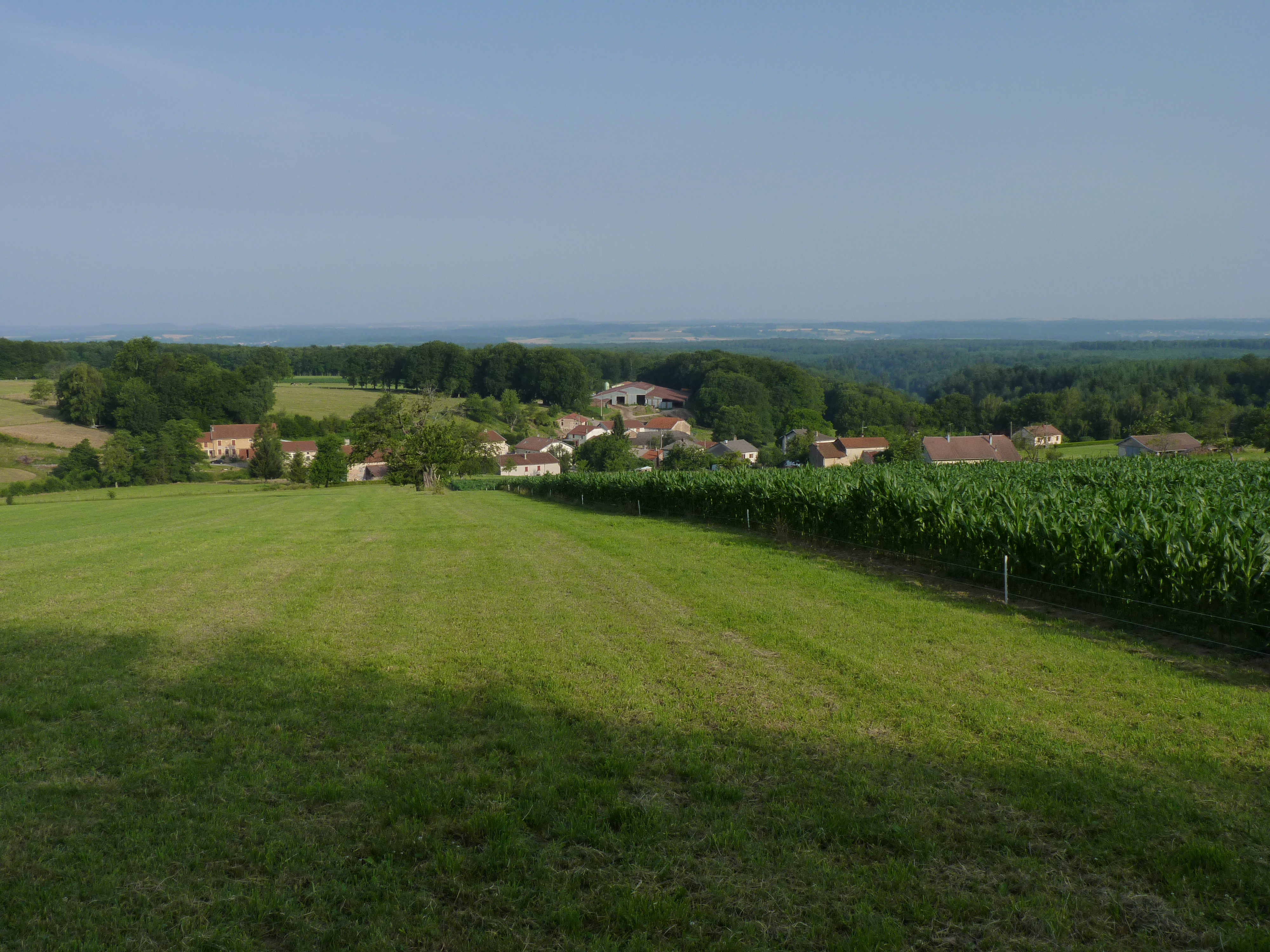
La Frizon.
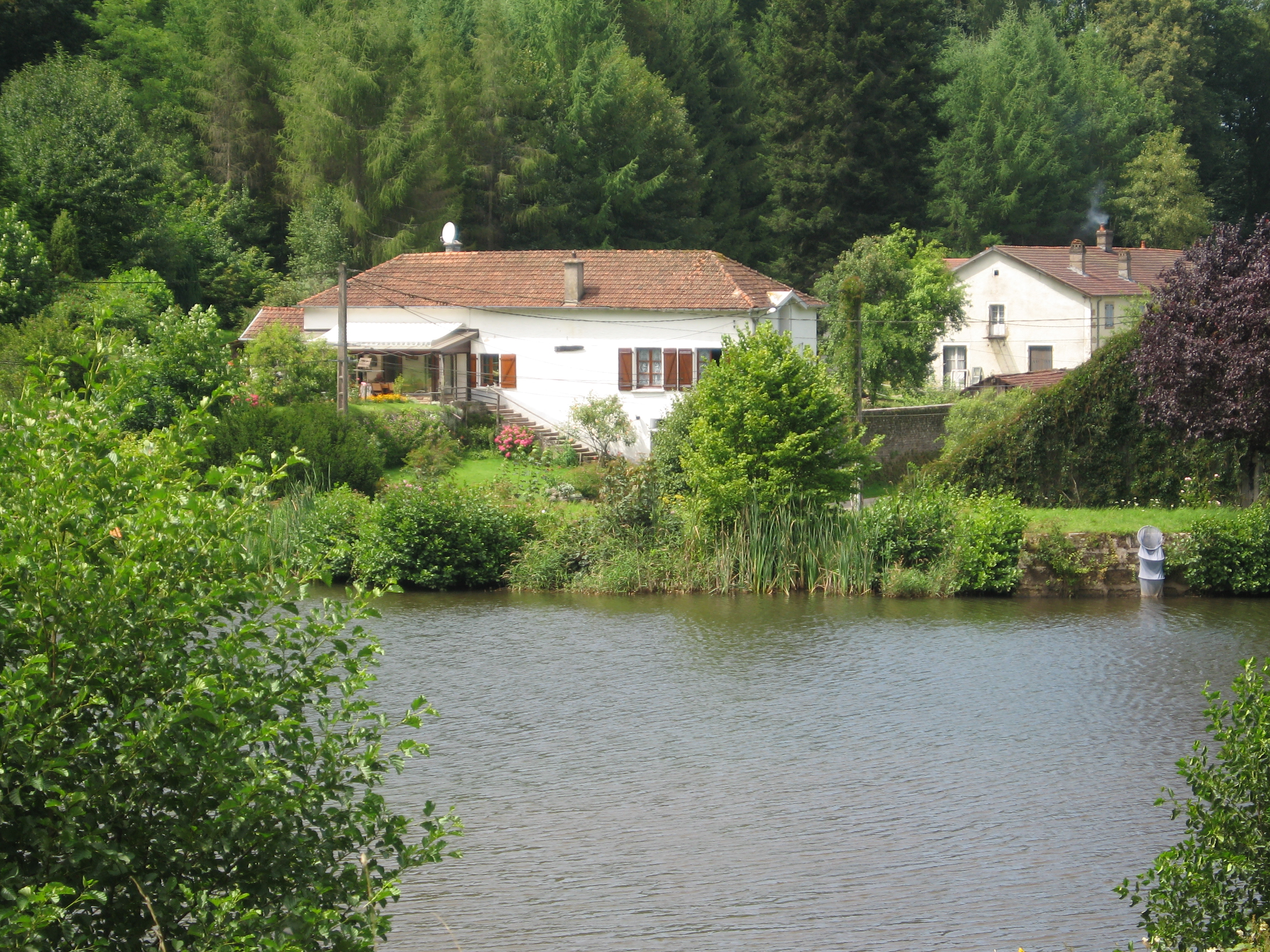
L'étang de La Fourcherie à La Hutte.
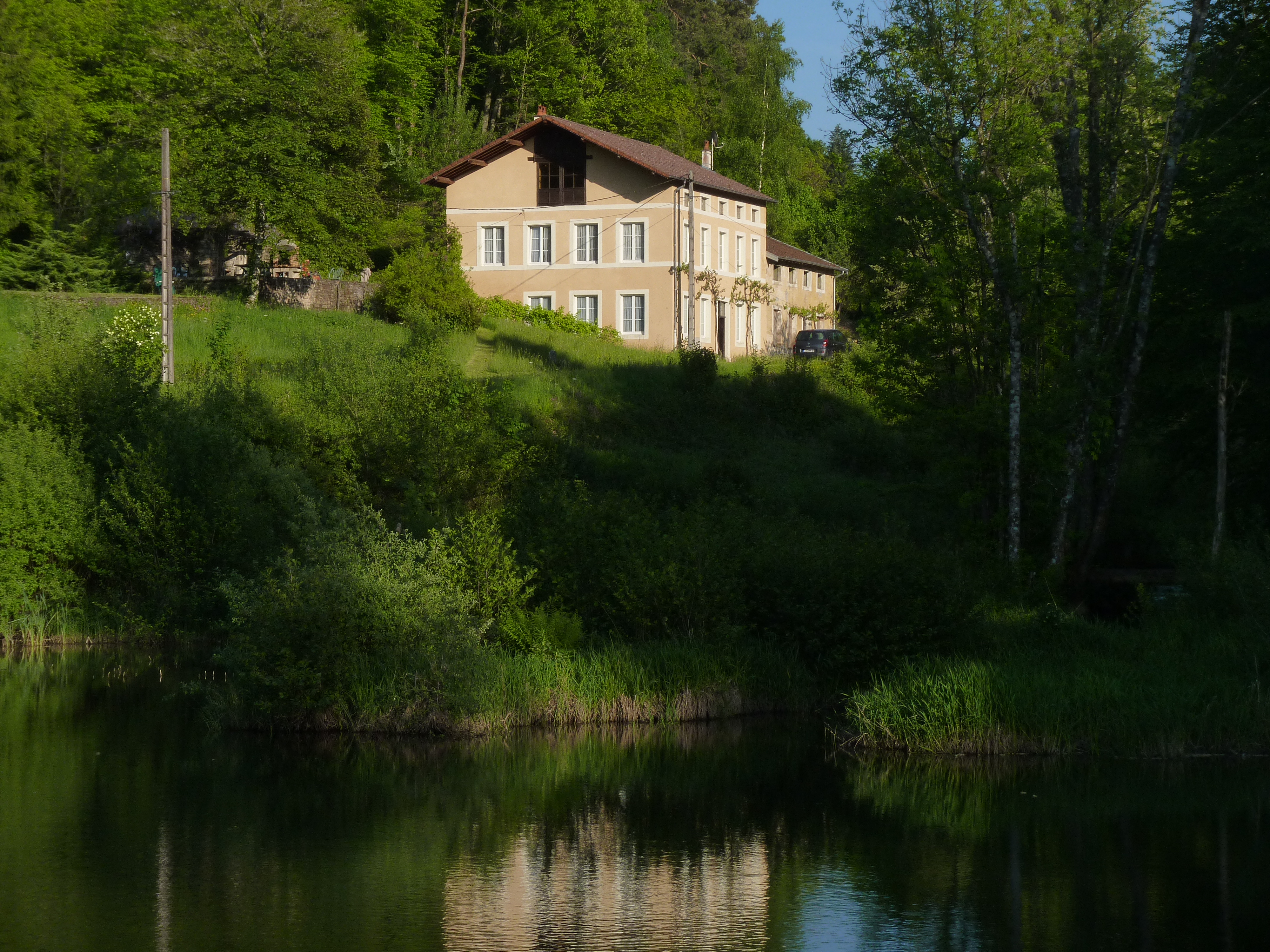
L'ancienne aiguiserie des Forges de La Hutte.

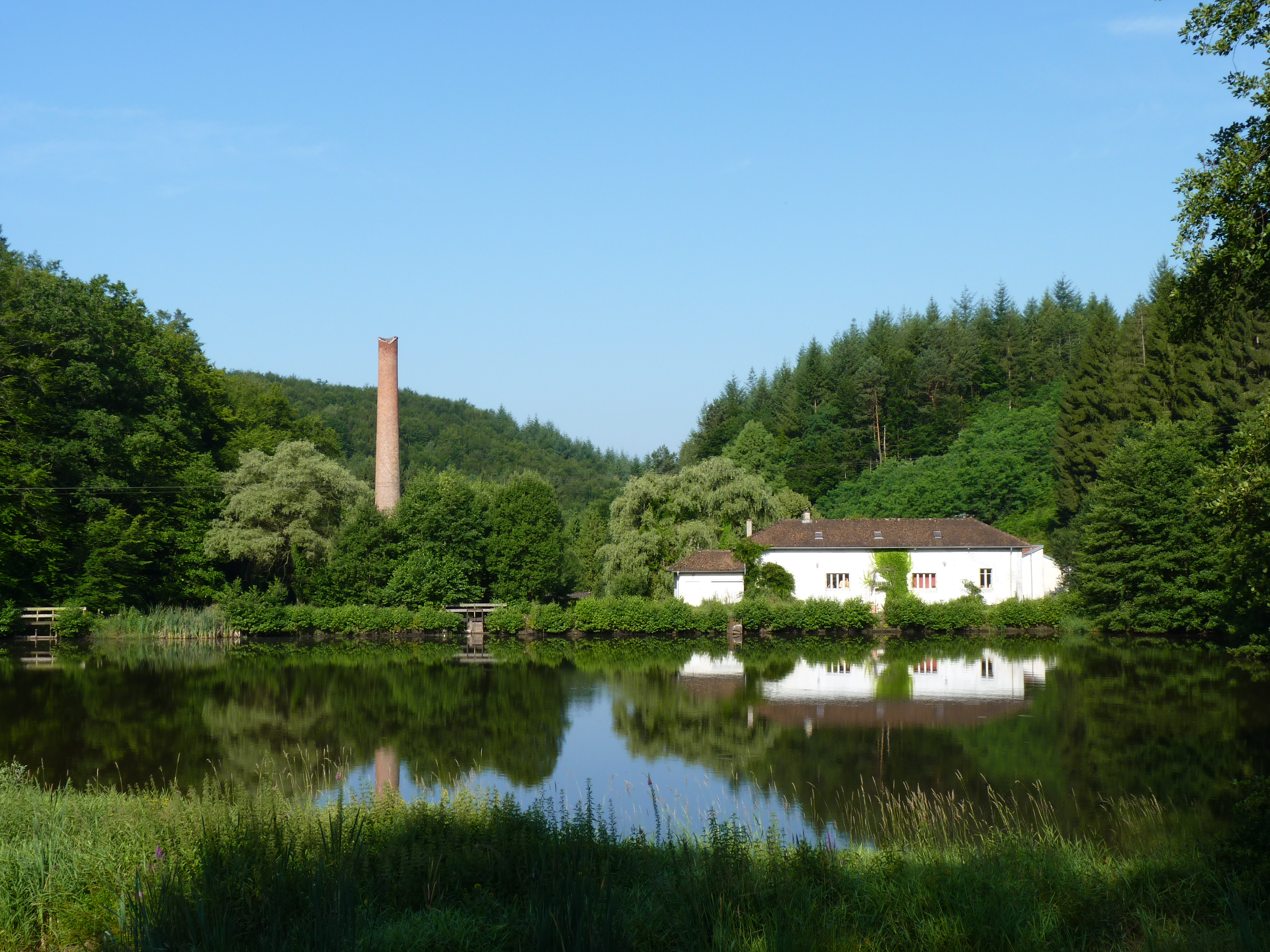
Forge Neuve abrita une activité de filature au milieu du XXe siècle.
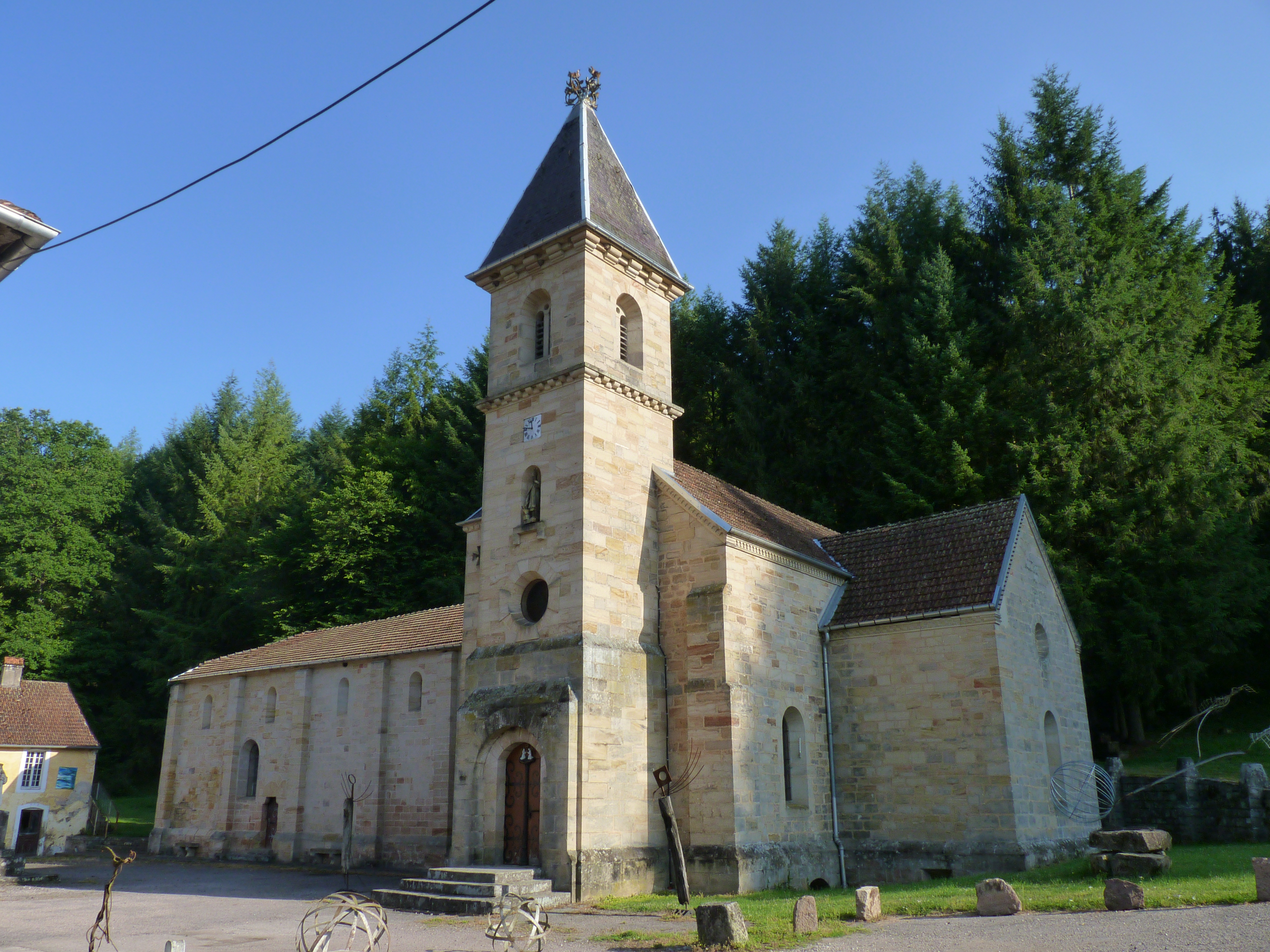
Église de l'abbaye de Droiteval.
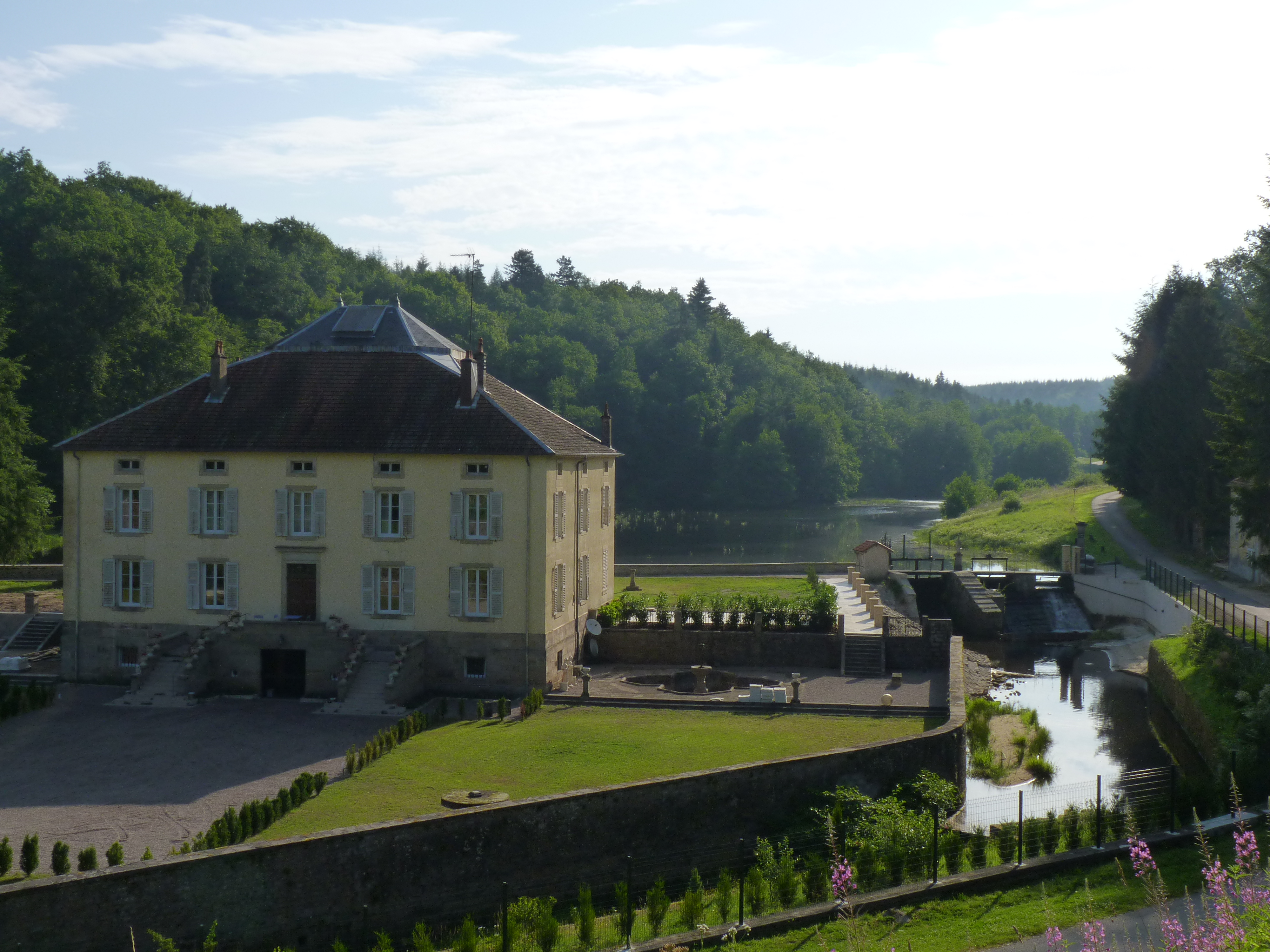
Étang et Château de Droiteval.
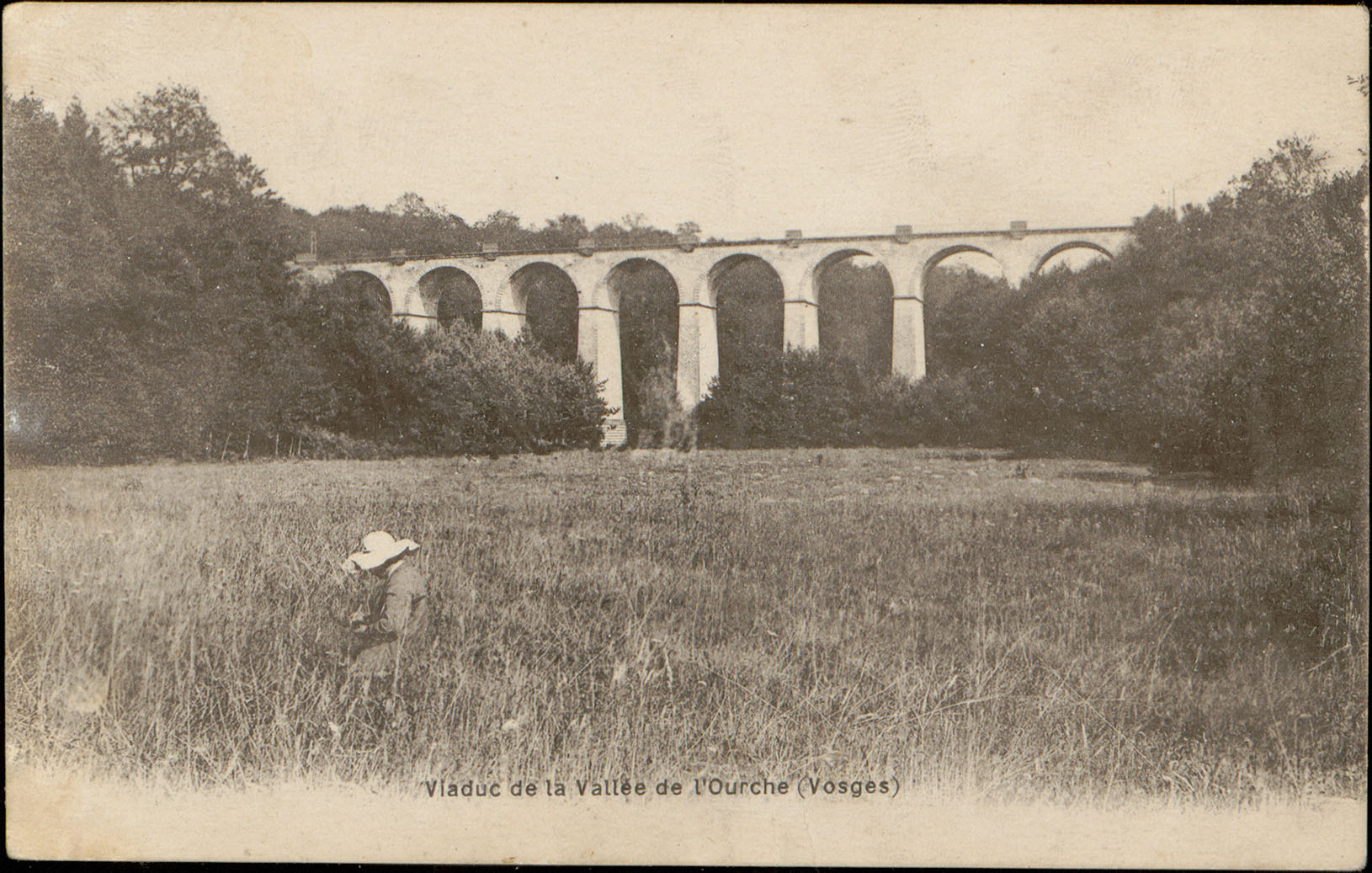
Vue historique du viaduc de la vallée de l'Ourche (carte postale Adolphe Weick).
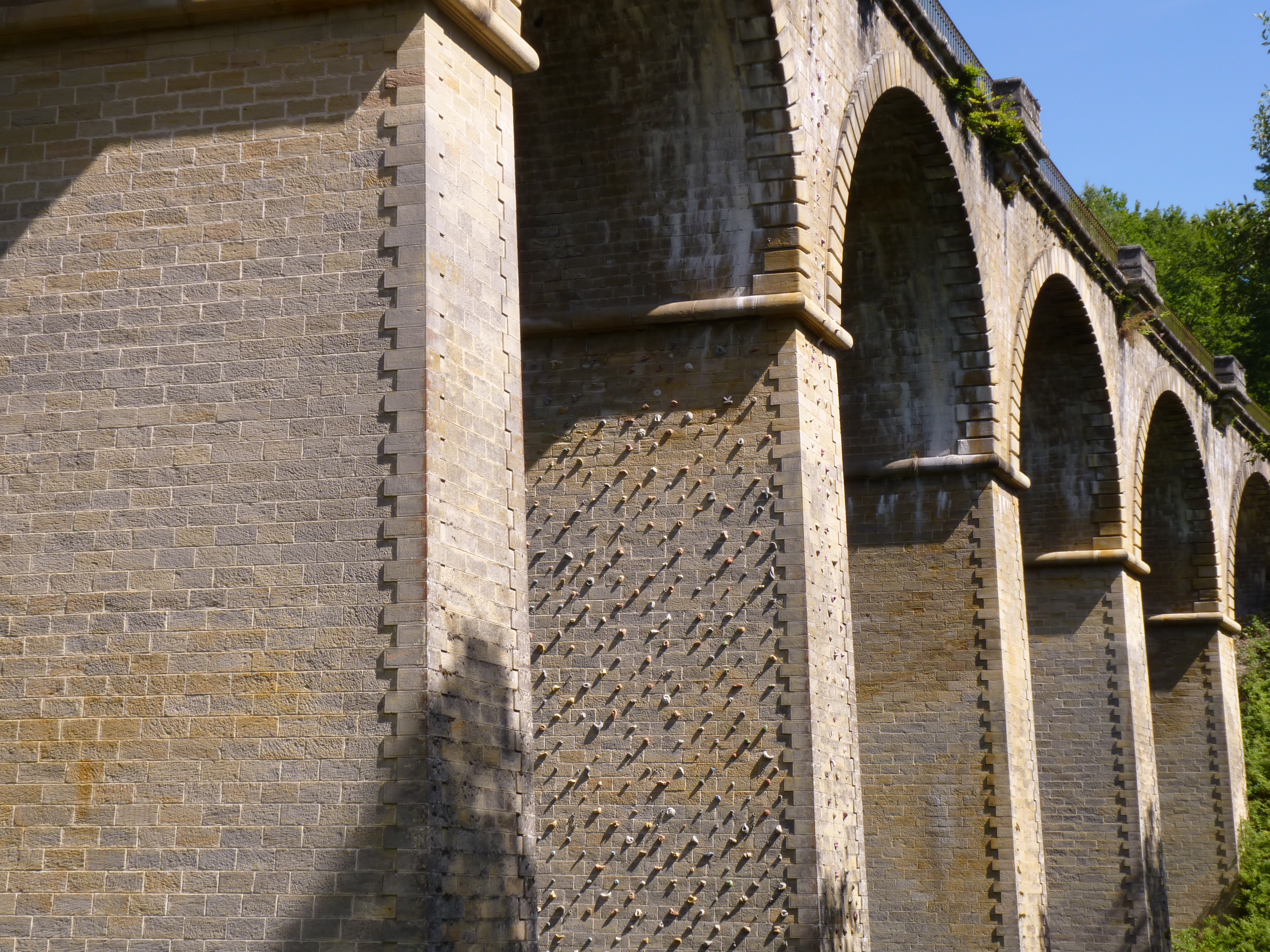
Pont Tatal, ouvrage d'art du XIXe siècle réalisé en pierres de taille.

- La Grange-Bresson
- Clairey
- La Frizon
- Sainte Marie
Une forge y fonctionnera longtemps. Au XXe siècle, un canal en dérivation de l'Ourche y sera construit, puis une conduite forcée amenant l'eau à une microcentrale électrique.
- La Hutte
des documents attestent d'une activité verrière au Moyen Âge.
Une verrerie temporaire y fonctionne de 1560 à 1575.
Robert de Mouzon, collecteur des impôts à Attigny tente d'y créer une papeterie en 1562.
En 1574 s'ajoutent un moulin et une scierie qui fonctionneront jusqu'aux guerres du XVIIe siècle.
En 1724, le Duc de Lorraine concède à messieurs Paillard et Garneret un terrain pour y rétablir les anciennes usines, y ajouter une filerie de fer et un martinet.
En 1749, l'usine de la Hutte se spécialise dans la fabrication de l'acier et Stanislas lui accorde le titre et les privilèges de Manufacture Royale d'Acier.
En 1788, le réseau hydraulique et les bâtiments industriels sont sévèrement touchés par une crue de l'Ourche.
- Forge-Neuve
- Senennes
Une verrerie y est fondée en 1520 par des Hennezel. En 1560, ne trouvant plus assez de combustible à proximité de leur halle, ils obtiennent l'autorisation d'allumer à la Hutte un four temporaire qu'ils exploiteront une quinzaine d'années, jusqu'à ce que les bois de Senennes aient suffisamment repoussé.
- Droiteval

## Patrimoine naturel
- La forêt
La Vallée de l'Ourche entaille la forêt de Darney qui s'étend sur plus de 15 000 hectares.
Principalement composée de feuillus, elle abrite de magnifiques futaies de hêtres et de chênes.
Le sapin pectiné et l'épicéa sont aussi très abondants, en particulier sur les coteaux de la vallée.
Les plantes de sous bois sont caractéristiques des sols acides : fougère aigle, myrtille, canches, callunes…
- La faune
La forêt abrite une faune très diversifiée : sangliers, chevreuils, cerfs, renards, blaireaux, chats sauvages, fouines, buses, hérons, colverts, etc.
Si la plupart de ces animaux sont très discrets, vous verrez forcément des buses tournant dans le ciel ou des colverts posés sur un étang. L'observation des chevreuils est très courante au coucher du soleil car ils sortent de la forêt pour aller brouter dans les prés.

## Tourisme

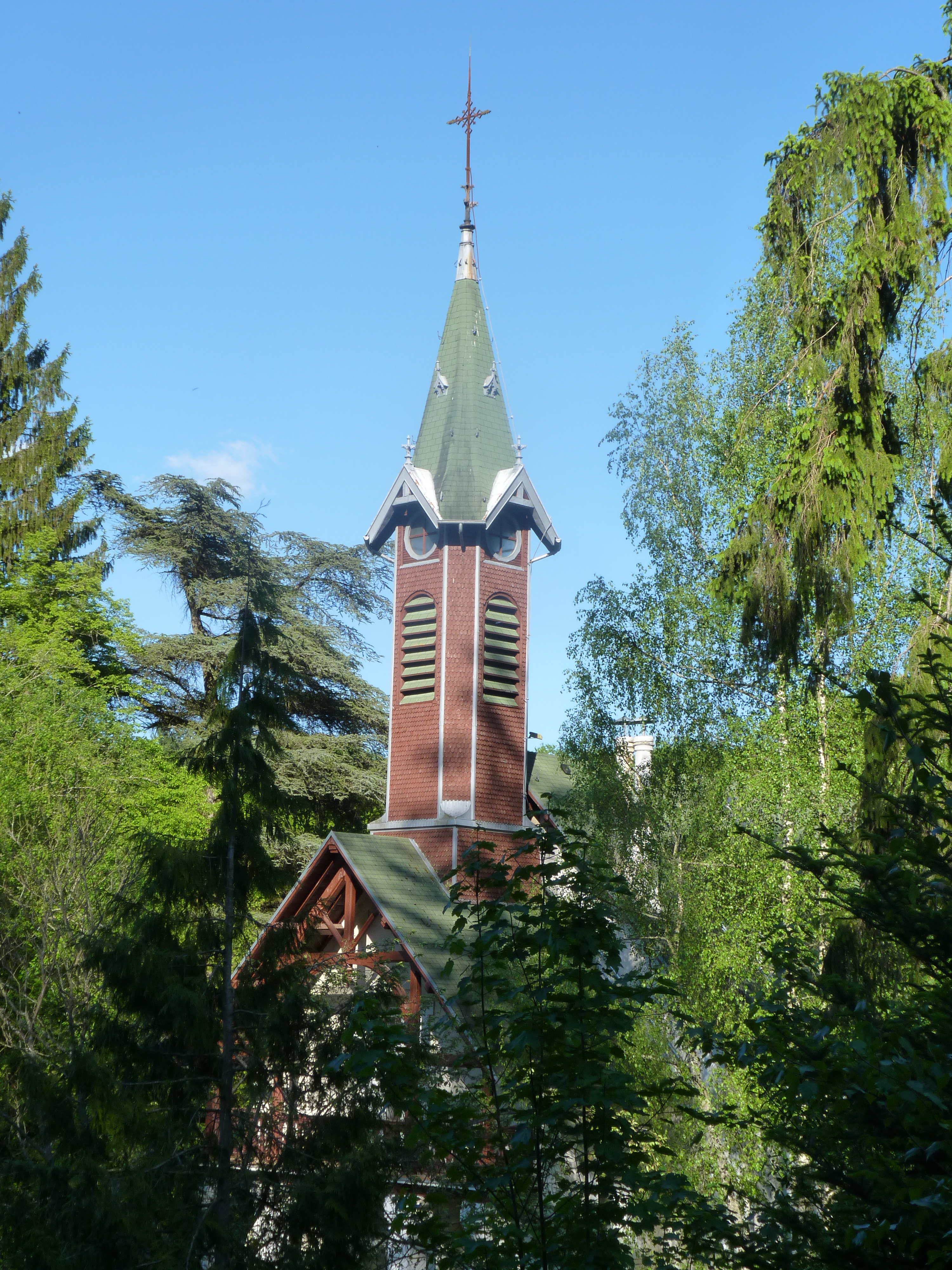
La chapelle de La Hutte.

La descente de la vallée est l'occasion de traverser chacun des hameaux de la vallée : 
À Clairey, au musée du verre, du fer, du bois et de la résistance, les œuvres et maquettes exposées permettent d'imaginer une vallée de l'Ourche comparable à une fourmilière industrieuse. On y trouvera entre autres des pièces de François Théodore Legras qui fut à l'origine de l'Art nouveau verrier avec Émile Gallé, Daum et René Lalique.
La chapelle de la Hutte (1870) abrite un arboretum où l'on peut voir des séquoias géants et une belle collection d'arbres d'Amérique du Nord (Tulipiers, Douglas, Thuyas, Chênes rouges d'Amérique, chênes, alisiers, pins, sapin pectinés, ...). L'arboretum de la Hutte jouxte l'eco camping du verbamont. L'animation de l'arboretum est organisé par l'association Droiteval Ourche Patrimoine
Autour du hameau de la Hutte, des étangs témoignent de l'activité industrielle (forges, fabrique d'outils, scierie) qui s'est arrêtée au milieu du XXe siècle.
À Droiteval il y a un château, un étang, et une église de style roman. À noter que cette église abrite l'ancien orgue de la salle Poirel, à Nancy.
Enfin, juste avant le confluant avec la Saône, le pont Tatal, ouvrage en pierre de taille : les piles du pont sont équipées pour l'escalade et du haut de son tablier, on peut pratiquer le saut à l'élastique.
Afin de visiter la Vallée, on peut louer des roulottes et des chevaux à Fontenois-la-Ville. La Hutte, Claudon et Senennes offrent en outre des gîtes pour accueillir familles et groupes.
Depuis septembre 2011, dix tables de lecture du patrimoine ont été installées tout au long de la vallée . Ces tables en Français et en Anglais permettent aux visiteurs de découvrir l'histoire de chaque lieu.

## Informations externes
- Musée du Fer, du Verre, du Bois et de la Résistance
- Site du Syndicat d'Initiative de la Saone Touristique
- site de l'eco camping la clairière du Verbamont
- site de Droiteval Ourche patrimoine

### Sources
1. 1 2 3 4  Michel 2009
2. 1 2  Voir la version numérique de Voyage au pays des ancêtres par le Comte d'Hennezel d'Ormois sur www.hennezel.net.
3. ↑  « Bienvenue dans la vallée de l'Ourche », sur https://www.droiteval-ourche-patrimoine.org/